# Willem Roelofs

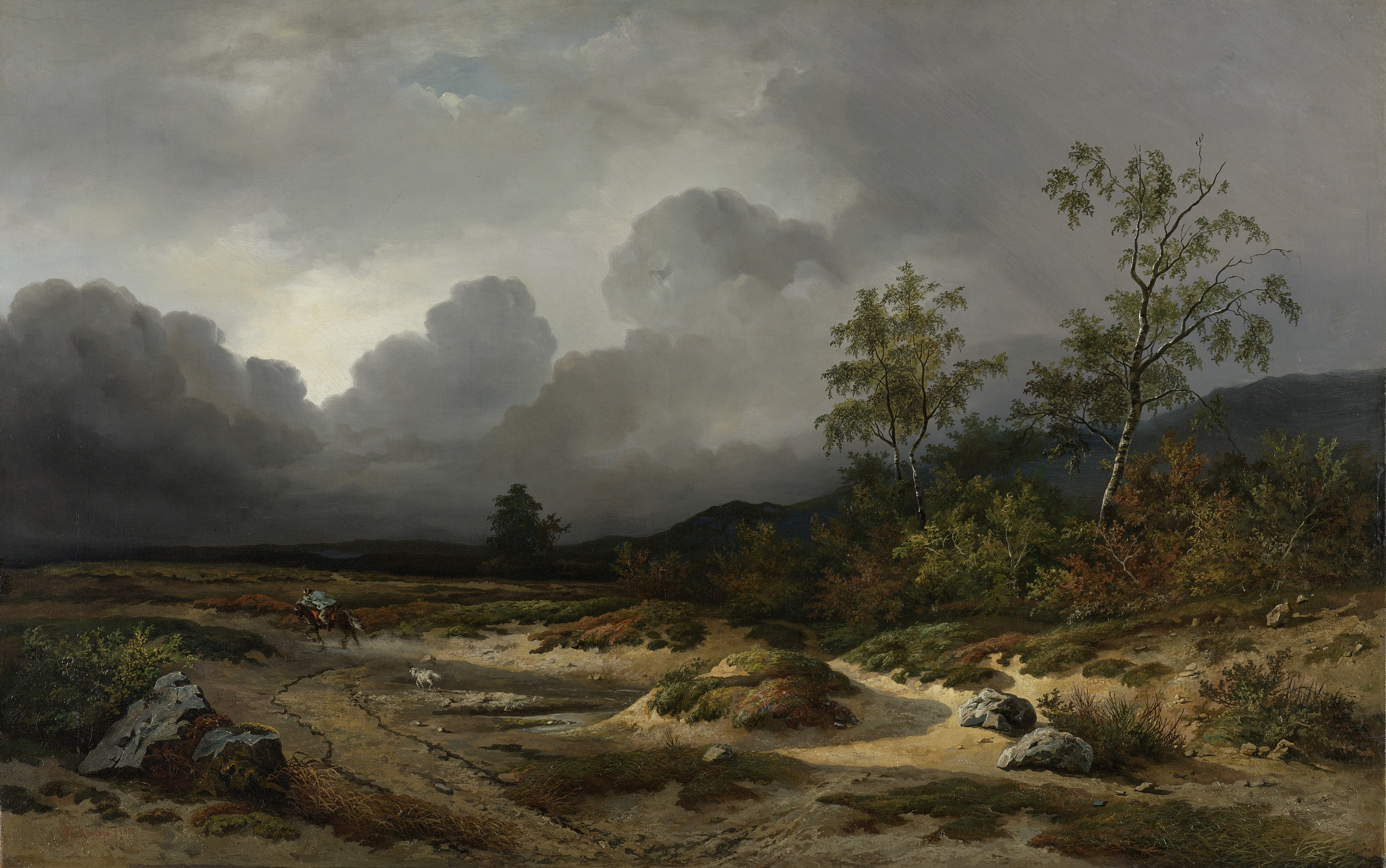
Krajobraz z wrzosowiskami podczas nadchodzącej burzy, 1850

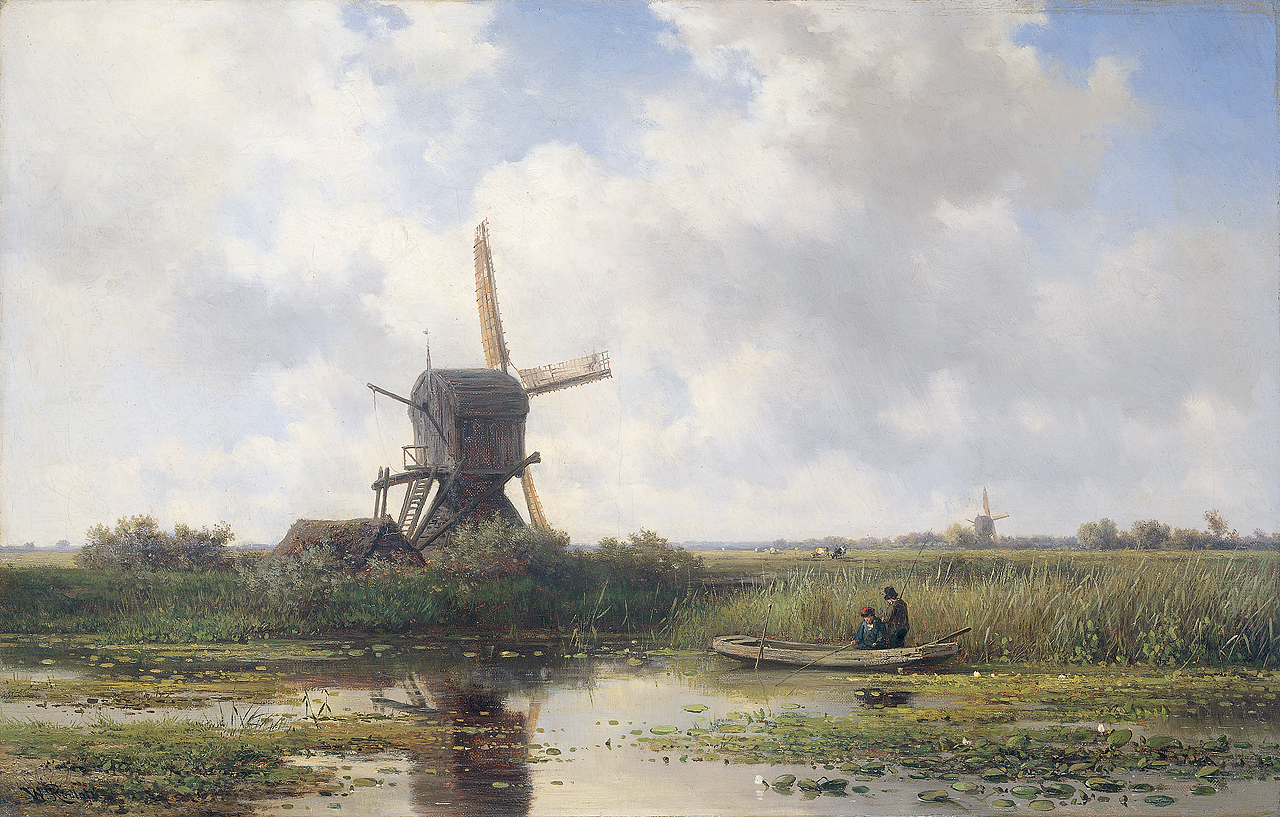
Nad rzeką Gein w pobliżu Abcoude, 1870

Willem Roelofs (ur. 10 marca 1822 w Amsterdamie, zm. 12 maja 1897 w Berchem) – holenderski malarz, grawer, litograf i rysownik. Pionier entomologii w Belgii.
Studiował w Hadze, był także uczniem Hendrika Van de Sande Bakhuyzena. W 1847 zaangażował się w tworzenie stowarzyszenia artystów holenderskich Haga Pulchri Studio. Wśród członków założycieli byli również Johan Hendrik Weissenbruch, Jan Weissenbruch, Jan Frederik Van Deventer i Johannes Bosboom. W latach 1847–1887 przebywał w Belgii, był współzałożycielem Société Royale Belge des Aquarellistes w Brukseli, kilkakrotnie wyjeżdżał do Francji, gdzie nawiązał kontakty z przedstawicielami szkoły z Barbizon. W tym okresie wykształcił kilku znanych malarzy, m.in. Hendrika Willema Mesdaga, późniejszego twórcę słynnej Panoramy Mesdag. Do Holandii powrócił w 1887, zmarł w Berchem 10 lat później. Jego dwaj synowie, Willem Elisa i Otto Willem Alber, również byli malarzami.
Roelofs malował techniką olejną, tworzył też akwarele, akwaforty i litografie. Tematem jego prac były holenderskie pejzaże, zwykle z niewielkimi zbiornikami wodnymi i rozbudowaną partią nieba, mocno akcentujące potęgę przyrody. Styl Roelofsa ewoluował od klasycznego romantyzmu do szkoły haskiej, która stanowiła kompilację tradycji barbizończyków i impresjonizmu.
Oprócz malarstwa artysta zajmował się również entomologią, szczególnie interesowały go chrząszcze, które zbierał. W Belgii założył stowarzyszenie entomologów, publikował obserwacje w naukowych magazynach i dokonywał identyfikacji owadów dla muzeum historii naturalnej w Lejdzie. Jego kolekcja Curculionidae stała się podstawą entomologicznego zbioru chrząszczy w Natuurhistorisch Museum w Brukseli.

## Literatura dodatkowa
- Marjan van Heteren i inni., Willem Roelofs, 1822–1897, De Adem der Natuur, 2006, ISBN 90-6868-432-9.